# Conclave de juillet 1276
Le conclave de juillet 1276 est le conclave par lequel les cardinaux de l'Église catholique romaine élisent un pape à la succession d'Innocent V, mort le 22 juin 1276.
Il s'agit du second conclave appliquant la règle d'enfermement des cardinaux dans une unique pièce, isolés du monde extérieur jusqu'à ce qu'ils aient élus un pape, en accord avec la bulle pontificale Ubi periculum de Grégoire X. Le conclave de janvier 1276, premier du genre, avait permis l'élection du pape Innocent V en moins de vingt-quatre heures, mais celui-ci décède au bout de cinq mois, provoquant un nouveau conclave. Cette fois, les treize cardinaux demeurent enfermés pendant neuf jours, et ne se prononcent pour l'élection du cardinal Ottobono de' Fieschi qu'après avoir été réduits à une alimentation au pain, au vin et à l'eau à l'issue du huitième jour. Leurs protestations entraîneront bientôt la suspension provisoire de ces règles,.